# Poetic Justice of Omar Khan
Pour plus de détails, voir Fiche technique et Distribution.
Poetic Justice of Omar Khan est un film muet américain réalisé par Edward LeSaint et sorti en 1915.

## Fiche technique
- Titre : Poetic Justice of Omar Khan
- Réalisation : Edward LeSaint
- Scénario : James Oliver Curwood, d'après son histoire
- Producteur : William Selig
- Société de production : Selig Polyscope Company
- Société de distribution : General Film Company
- Pays d'origine :  États-Unis
- Langue : film muet avec les intertitres en anglais
- Métrage : 500 mètres
- Format : Noir et blanc — 35 mm — 1,33:1 — Muet
- Genre : Film dramatique
- Durée : 20 minutes
- Dates de sortie : 
  -  États-Unis : 12 avril 1915

## Distribution
- Guy Oliver : Philip Hyde
- Stella LeSaint : Joan Hyde
- Eugenie Besserer : Neva Hyde
- Fred Huntley : David Harcourt
- Harry Davies : Omar Khan